# Pukë
Pukë nebo Puka je hlavní město okresu Pukë v severní Albánii. Leží na 42°07' s. š., 19°90' v. d. Při sčítaní obyvatelstva roku 2005 mělo město 6 495 obyvatel.
Sídlí tu místní fotbalový klub KS Terbuni Pukë.